# Обрант, Аркадий Ефимович
Арка́дий Ефи́мович О́брант (22 мая 1906, Гомель — 1 апреля 1974, Ленинград) — советский балетмейстер и режиссёр, педагог, создатель и руководитель Молодёжного ансамбля танца (1942—1958).

## Биография
Обрант Арон родился в Гомеле в семье Хаима-Ицки Давидовича Обранта (из Чуднова) и Эйдли Мееровны Фейгенберг (из Ветки).
Окончил Воронежский музыкальный техникум, Государственный институт физической культуры имени П. Ф. Лесгафта (специальность — «спортивно-художественное движение»), учился на балетмейстерских курсах при Ленинградском хореографическом училище у Ф. В. Лопухова (1939—1941).
В 1934—1937 годах преподавал пластику в Доме художественного воспитания. В 1937—1941 годах работал в Ленинградском Дворце пионеров балетмейстером Ансамбля пионеров (был приглашён организатором и художественным руководителем ансамбля Исааком Дунаевским). Уже в этот период проявился стиль Обранта: сюжетные номера, широкое применение физкультурных элементов. Наиболее удачным был танец «Тачанка» на музыку Листова; также им были поставлены «Варшавянка», «Казачья пляска», «Цыганский танец», грузинские танцы и др.

### Военный ансамбль
В первые дни войны Обрант ушёл в народное ополчение. В конце первой блокадной зимы, в феврале 1942 года, командир агитвзвода лейтенант Обрант собрал некоторых из своих бывших учеников для пополнения агитвзвода 55-й армии. Хотя подростки были крайне истощены, уже через месяц они дали первый концерт, о котором Обрант вспоминал:

…30 марта 1942 года ребята приняли участие в концерте на слёте сандружинниц и врачей… Ребята танцевали, превозмогая слабость… А в зрительном зале плакали девушки-сандружинницы, невозможно было удержаться от слёз при виде измождённых блокадных детей, старающихся из последних сил весело и темпераментно плясать.
— Обрант А. Их воспитал фронт. // Без антракта. — С. 319.
После лечения в госпитале из подростков был создан Молодёжный фронтовой ансамбль при политотделе 55-й армии, который дал более трёх тысяч концертов на фронте и в городе. Первоначально ансамбль состоял из 9 человек, позднее был пополнен до 18. Своеобразным его символом стал восстановленный Обрантом танец «Тачанка», в репертуар также входили красноармейские и народные танцы. 9 мая 1945 года коллектив выступил на Дворцовой площади с номером «Марш Победы».

### Молодёжный ансамбль танца
Уже в ноябре 1944 года началось обсуждение судьбы фронтового ансамбля в мирное время. В результате в 1945 году на его основе был создан Молодёжный ленинградский ансамбль танца в системе Ленгосэстрады; количество участников было значительно увеличено.
За время существования ансамбля было создано несколько программ, самыми известными из которых стали три танцевальные сюиты: «Юность» на музыку Давида Прицкера и Исаака Дунаевского (1946), «Песня молодости» на музыку Георгия Свиридова (1947), «Пути-дороги» на музыку из произведений Дмитрия Шостаковича (1956). Найденные Обрантом новые приёмы — движение на публику клином, челночные ходы и др. — впоследствии использовались многими другими балетмейстерами.
Обрант руководил постановкой танцев, а артисты его ансамбля снимались в танцевальных номерах фильмов «Небесный тихоход» (1945) и «Карнавальная ночь» (1956).

Творчество А. Е. Обранта зиждилось на «трёх китах»: чуткой музыкальности, блестящей балетмейстерской выучки и редкой способности, как режиссёра, внести в постановку пластические спортивные приёмы.
— Н. М. Дудинская

### После 1958 года
В ходе кампании по борьбе с «буржуазным влиянием в искусстве» в 1958 году ансамбль был расформирован, а Обрант был назначен руководителем танцевальной группы Ленконцерта. В этот период ему приходилось искать разовые подработки в различных танцевальных коллективах, в том числе и в области.

## Ученики
Среди учеников Обранта:
- Нелли Раудсепп и Эдуард Саттаров — после 1958 года стали известной комедийной эстрадной парой.
- Геннадий Кореневский — в 1965—1988 годах был руководителем хореографического коллектива Ленинградского Дворца пионеров.
- Феликс Морель — после 1958 года был тренером-хореографом сборной РСФСР по художественной гимнастике; заслуженный тренер РСФСР.

## Сочинения
- Их воспитал фронт // Без антракта. — Л., 1970

## Награды
- Орден Отечественной войны II степени (30 июня 1945)[5]
- Медаль «За боевые заслуги» (12 апреля 1943)[6]
- Медаль «За оборону Ленинграда»

## Память
На основе истории фронтового ансамбля Юрий Яковлев в 1979 году написал повесть «Балерина политотдела», а в 1980 году по его сценарию режиссёром Наумом Бирманом был снят фильм «Мы смерти смотрели в лицо». Роль Корбута, прототипом которого был Обрант, сыграл Олег Даль.
26 мая 2002 года астероид Солнечной системы № 8471 назван в честь Обранта — (8471) Obrant.